# Murena zebra
Murena zebra (Gymnomuraena zebra) – gatunek węgorzokształtnej ryby z rodziny murenowatych (Muraenidae). Jedyny przedstawiciel rodzaju Gymnomuraena.

## Występowanie
Zasiedla przybrzeżne wody i rafy koralowe Pacyfiku i Oceanu Indyjskiego.

## Charakterystyka
Charakteryzuje  się białą barwą ciała w ciemnobrunatne lub czarne pionowe pasy. Nie posiada płetw brzusznych i piersiowych, jej ciało jest grube i umięśnione.
Zamieszkuje dno morza, atakuje ofiary z kryjówki między skałami i koralowcami. Żywi się przede wszystkim skorupiakami. Nocą wypływa z kryjówki i przemierza dno w poszukiwaniu pożywienia.